# Micropterix ibericella
Micropterix ibericella és una espècie d'arna de la família Micropterigidae. Va ser descrita per Caradja, l'any 1920.
És una espècie endèmica de la península Ibèrica.